# 斯盧茨克區
斯盧茨克區（羅馬化：Slutskiy rayon）是白俄羅斯中部明斯克州的一個區，行政中心为斯盧茨克，面積約1,821.06平方公里，2009年人口95,106，人口密度每平方公里52.22人。